# 朝日塾中等教育学校
朝日塾中等教育学校（あさひじゅくちゅうとうきょういくがっこう）は、岡山県岡山市北区御津紙工にある私立中等教育学校。

## 学校施設
校地は、2001年（平成13年）に廃校になった旧御津町立承芳小学校跡地（校舎は2002年に新築）を再利用している。承芳小学校自体は金川小学校と合併し、御津小学校となった。

## 沿革
朝日塾中等教育学校の前身校である朝日塾中学校・高等学校は、地域を限定して規制を緩和する構造改革特別区域法（構造改革特区）により、内閣総理大臣から認められた御津町教育特区の「研究開発推進学校」であり、日本で最初の株式会社が設置する中学校・高等学校であった。
朝日塾中・高の設置者は、学校法人朝日学園（朝日塾幼稚園・朝日塾小学校を経営する）を母体とする株式会社朝日学園で、開校当初は特区指定を受けたことによる長所を活用すべく、文部科学省が策定した学習指導要領に捉われない独自のカリキュラムを採用するなど他校にないシステムで注目を浴びた。
しかし、立地場所が市街地から遠く、株式会社であることなどがマイナスイメージになり定員割れに陥った。また、株式会社であるため固定資産税などが一般企業と同様に課税され、文科省からの補助金も受けられないことも経営を圧迫した。そして、現地に中学校が開校してから7年後、学校法人の中等教育学校に移行した。
なお、中等教育学校に移行してから、数年後には国際バカロレアMYP DPをどちらとも受け入れる学校となり、中国地方初の国際バカロレア両方の受け入れ学校になった。

## 年表
- 2003年8月 - 御津町が内閣総理大臣より「御津町教育特区」の認定を受ける。朝日学園が中学・高等学校のカリキュラムの認定を受ける。
- 2004年4月 - 朝日塾中学校開校。
- 2005年3月 - 御津町長より朝日塾高等学校の設置認可を受ける。
- 2007年4月 - 高等学校が開校、中高一貫教育を開始する。
- 2011年3月 - 朝日塾中学校・高等学校が発展的廃止され、翌月より中等教育学校に移行する。
- 2020年10月‐国際バカロレアDP認定
- 2021年1月－国際バカロレアMYP認定

## アクセス
- JR津山線金川駅から中鉄バス尾原・杉谷行きで「紙工（しとり）」で下車。

※本数は平日1.5往復のみとかなり少ない。
- スクールバス　－　岡山駅、岡山IC、金川駅から中高専用のスクールバスが出る。また、各地から集まる学園スクールバスと連絡しており乗換ができる。

## 不祥事
長時間労働が原因でうつ病になり、事務職への配置転換を余儀なくされたとして、中高一貫校「朝日塾中等教育学校」に勤務していた元副校長の50代男性が、運営する学校法人などを相手取り、約8200万円の損害賠償などを求めた訴訟が岡山地裁で和解した。関係者によると、学校側が解決金2000万円を支払い、男性を退職扱いにするとの内容。和解は10月31日付。
　訴えなどによると、男性は2011年4月、新設された同校の副校長に就任。12年2月ごろから多忙になり、同4月から校長が理事長の兼務となったため、副校長の業務量が更に増えた。男性は「管理職を増やしてほしい」と理事長に要望したが認められず、うつ病を発症。同6月から休職し、復職した13年4月からは関連法人の事務職に配置転換された。
　岡山労働基準監督署は15年2月、男性の時間外労働時間が12年4月に101時間に上ったとし、うつ病は長時間労働が原因として労災認定。男性は15年3月、配置転換で給与が半額程度に減ったなどとして、岡山地裁に労働審判を起こし、16年3月に解雇された。
　学校側は訴訟で「過重な業務を担っていた事実はない。配置転換も本人の同意を得ていた」と反論していた。
　同校の前身は、全国初の株式会社立中学校として04年に開校した「朝日塾中学校」。法人と男性の代理人弁護士はいずれも「コメントは差し控える」としている。

## 関連学校
- 学校法人朝日学園
  - 朝日塾小学校
  - 朝日塾幼稚園
- 学校法人みつ朝日学園
  - 鹿島朝日高等学校（2014年4月1日に朝日塾国際高等学校として開校。2016年4月鹿島学園の提携校となり校名を変更）